# Elijah Cummings
Elijah Eugene Cummings (Baltimore, Maryland, 18 de enero de 1951-Baltimore, 17 de octubre de 2019) fue un político estadounidense, miembro de la Cámara de Representantes de los Estados Unidos por el 7.º distrito congresional de Maryland.